# Християнство в Угорщині

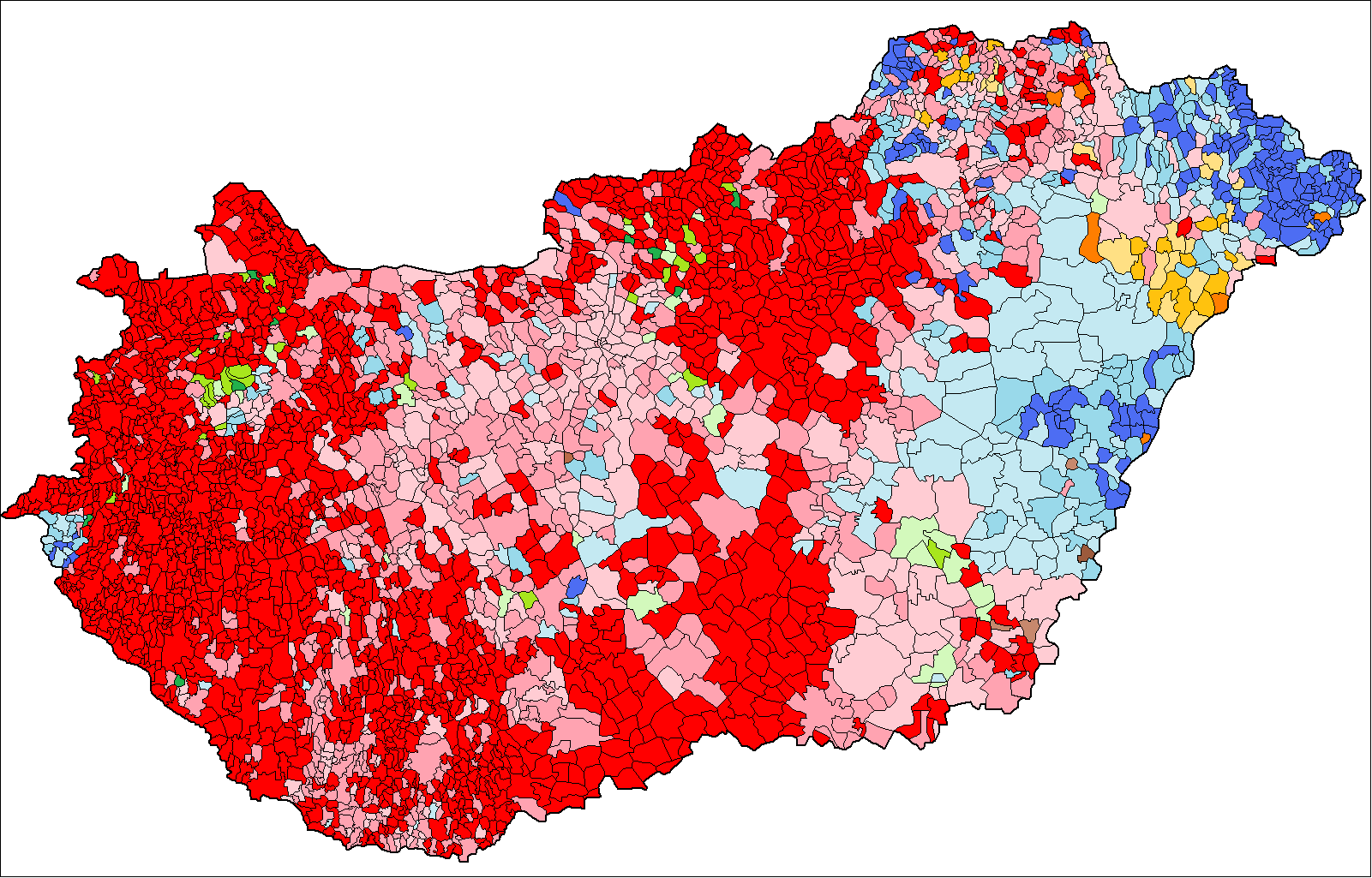
Найбільші релігійні групи за місцем проживання, 2001 рік

Християнство в Угорщині — найбільш розповсюджена релігія в країні.
За даними дослідницького центру Pew Research Center, 2010 року в Угорщині мешкало 8,26 млн християн, які складали 82,7% населення цієї країни. Енциклопедія «Релігії світу» Дж. Г. Мелтона оцінює долю християн в 87,4% (8,68 млн віруючих).
Найбільшим напрямком християнства в країні є католицтво. 2000 року в Угорщині діяло 5,5 тис. християнських церков та місць богослужінь, які належали 50 різноманітним християнським деномінаціям.
Окрім угорців, християнами також є більшість мешканців в країні циган, німців, словаків, румунів, хорватів, росіян, сербів, українців, македонців, поляків, болгар, греків та ін.
Християни Угорщини беруть участь в екуменічному руху. У 1943 році в країні була створена Екуменістична рада церков Угорщини. Три угорські церкви (баптисти, лютерани та реформатори) є членами Всесвітньої ради церков. Консервативні євангельські церкви країни об'єднані в Угорський євангельський альянс, пов'язаний із Всемирним євангельським альянсом.